# Région agricole
 (février 2015).
En France, une région agricole (RA) est définie par un nombre entier de communes formant une zone d'agriculture homogène. Elle peut être à cheval sur plusieurs départements. Le croisement entre les régions agricoles et les départements détermine les « petites régions agricoles » (PRA). Au 22 mai 2022, la France métropolitaine est découpée en 432 RA (hors Paris) et on compte 713 PRA.
Le découpage du territoire français en « régions agricoles », déterminé en fonction d'une même vocation agricole dominante, fut institué à la demande du Commissariat général du Plan, et date de 1946.
Pour l'INSEE, il s'agissait de pouvoir étudier, à une échelle plus petite que celle de la commune ou du canton, et plus grande que celle du département, l'évolution de l'agriculture dans le cadre d'un découpage stable de la France.
Le fichier des régions agricoles est géré par l'INSEE.

## Bocages
Nord-Ouest :
- Bocage normand
- Perche
- Bocage angevin (à la fois "RA" sur trois départements (44, 49, 53) et "PRA" dans chacun d'eux).
- Mauges
- Bocage vendéen
- Gâtine
- Boulonnais
- Pays de Bray
- Boischaut Sud
- Boischaut Nord
- Blancois

Sud-Ouest :
- Limousin

Sud-Est :
- Champsaur

Nord-Est :
- Charolais
- Autunois
- Auxois
- Bresse
- Jura
- Champagne humide
- Thiérache

## Prairies humides dans les vallées (irriguée ou pas)
Nord-Ouest :
- Loire
- Vienne
- Creuse
- Cher
- Sarthe
- Loir
- Vilaine
- Huisne
- Orne
- Dives
- Risle
- Seine
- Indre
- Eure
- Orge
- Béthune
- Somme
- Authie
- Canche
- Lys

Sud-Ouest :
- Charente
- Dronne
- Isle

Sud-Est :
- Rhône
- Durance
- Aygues / Eygues
- Isère
- Saône
- Allier

Nord-Est :
- Doubs
- Salon
- Tille
- Amance
- Ill
- Rhin
- Meurthe
- Moselle
- Meuse
- Aube
- Yonne
- Ource
- Armançon
- Aisne
- Vesle
- Suippes

## Zones d'herbages gagnées sur la mer (polders) et marais
- Les Moëres (Nord)
- Marais de Dol (Bretagne)
- Brière
- Marais breton (Vendée)
- Marais poitevin
- Marais de Rochefort ou charentais

## Agriculture et élevage avec vergers et prairies
- Bassin de Rennes
- Bassin de Laval
- Bochaine
- Campagne mancelle
- Vallée du Loir
- Touraine
- Poitou
- Aunis
- Sancerrois
- Puisaye
- Plaine de Caen
- Pays d'Ouche
- Lieuvin
- Roumois
- Pays de Caux
- Sénonais
- Sundgau
- Vallée du Doubs
- Région de Dôle et plaine de Dijon
- Vallée du Rhône entre Romans-sur-Isère et Crémieu
- Crau

## Sols très boisés, frais et humides
Centre :
- Nivernais
- Bourbonnais oriental
- Marche
- Combraille
- Plateau de Millevaches

Nord-Est :
- Argonne
- Plateau lorrain
- Barrois
- Plateau de Langres
- Plateau de la Haute-Saône

Est :
- Vallée de l'Ain
- Vallée du Rhône entre Genève et Crémieu.
- Vallées savoyardes
- Terres froides

## Sols médiocres très boisés et doux
- Collines de Montmoreau (Charente)
- Moyenne Corrèze
- Châtaigneraie
- Rouergue
- Ségala
- Volvestre (Ariège / Haute-Garonne) et Razès (Aude)
- Bassin du Puy-en-Velay

## Zones d'herbage à moutons
- Causse de Limogne, Causse de Gramat (Quercy)
- Causse corrézien
- Grands Causses
- Côtes bretonnes occidentales et septentrionales
- Landes de Lanvaux, Landes de Menez, Monts d'Arrée, Montagnes Noires (Bretagne)

## Cultures légumières et fruitières au nord de la Loire
- Val de Loire entre Gien et Nantes
- Vallée du Loir entre Le Lude et Châteaudun
- Côtes bretonnes
- Vallée de la Seine entre Rouen et Paris et dans la région de Troyes
- Vallée de l'Yonne entre Sens et Auxerre
- Basses vallées du Serein et de l'Armançon
- Vallée de l'Aube au nord de Troyes
- près de Vitry-le-François
- Sundgau
- Vôge
- Plaine d'Alsace
- Warndt
- Vallée de la Somme

## Vignobles

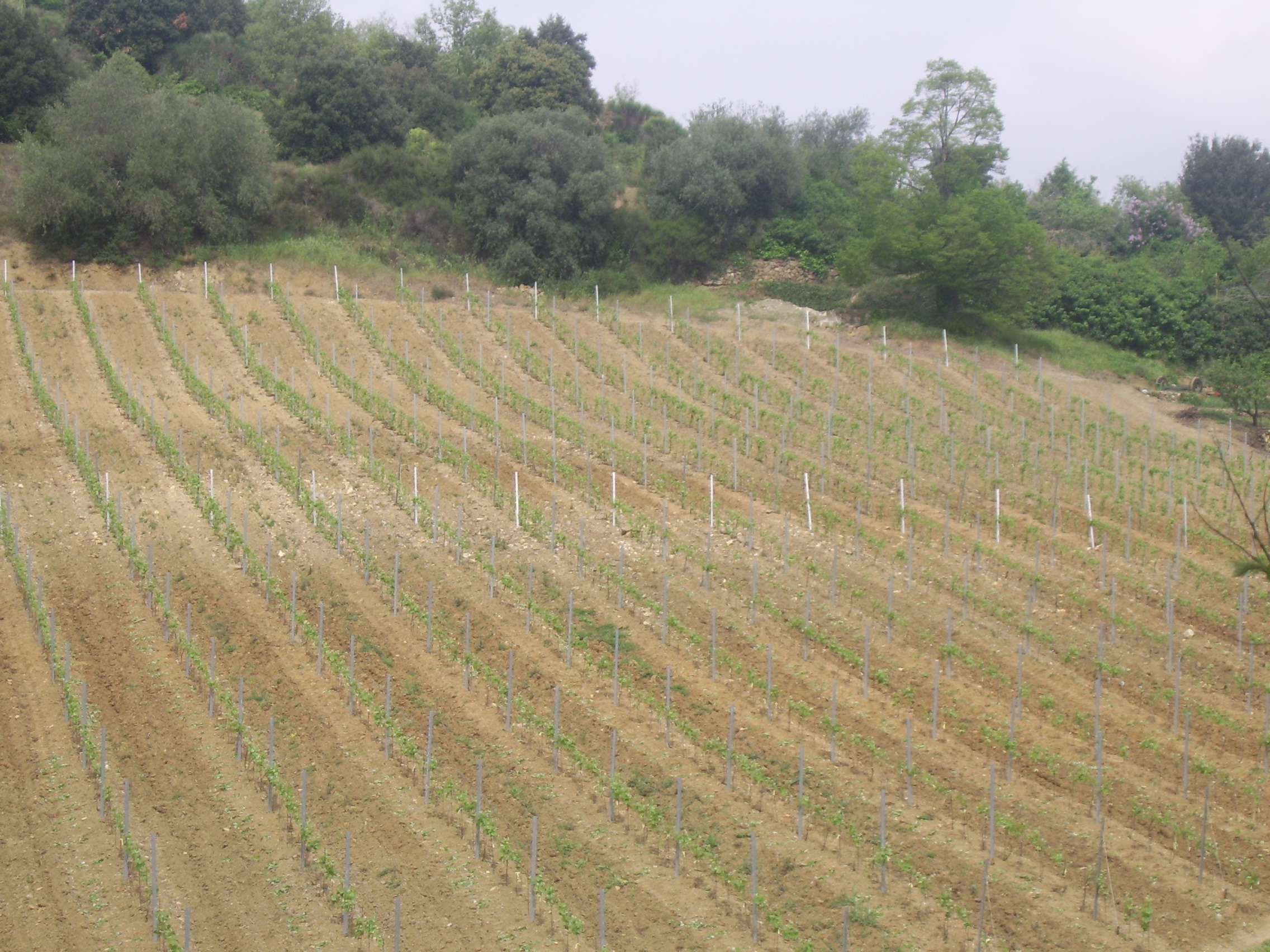
Vignoble du Roussillon

### Vignobles de coteaux
- Quercy
- Beaujolais
- Vins du Jura
- Vins d'Alsace
- Vins de Lorraine
- Sancerrois
- Vallée de la Loire
- Champagne crayeuse

### Vignobles de plaine
- Bordelais
- Gaillacois, Albigeois
- Vins d'Auvergne (Limagne)
- Bourgogne
- Champagne humide

### Autres vignobles
- Vins de Bergerac
- Vins du Roussillon
- Vins du Languedoc
- Cognac
- Vins de Provence

## Agriculture pauvre, étangs et forêts
- Sologne
- Brenne
- Woëvre
- Dombes
- Camargue
- Double saintongeaise

## Champs ouverts céréaliers
- Bas-Poitou
- Champagne berrichonne
- Brie
- Champagne crayeuse
- Beauce
- Plaines du Neubourg et de Saint-André (Eure)
- Vexin

## Champs ouverts (plantes sarclées, cultures industrielles et céréalières)
- Picardie
- Flandre
- Artois
- Cambrésis
- Santerre
- Ponthieu
- Vimeu
- Valois
- Tardenois

## Champs ouverts (polyculture)

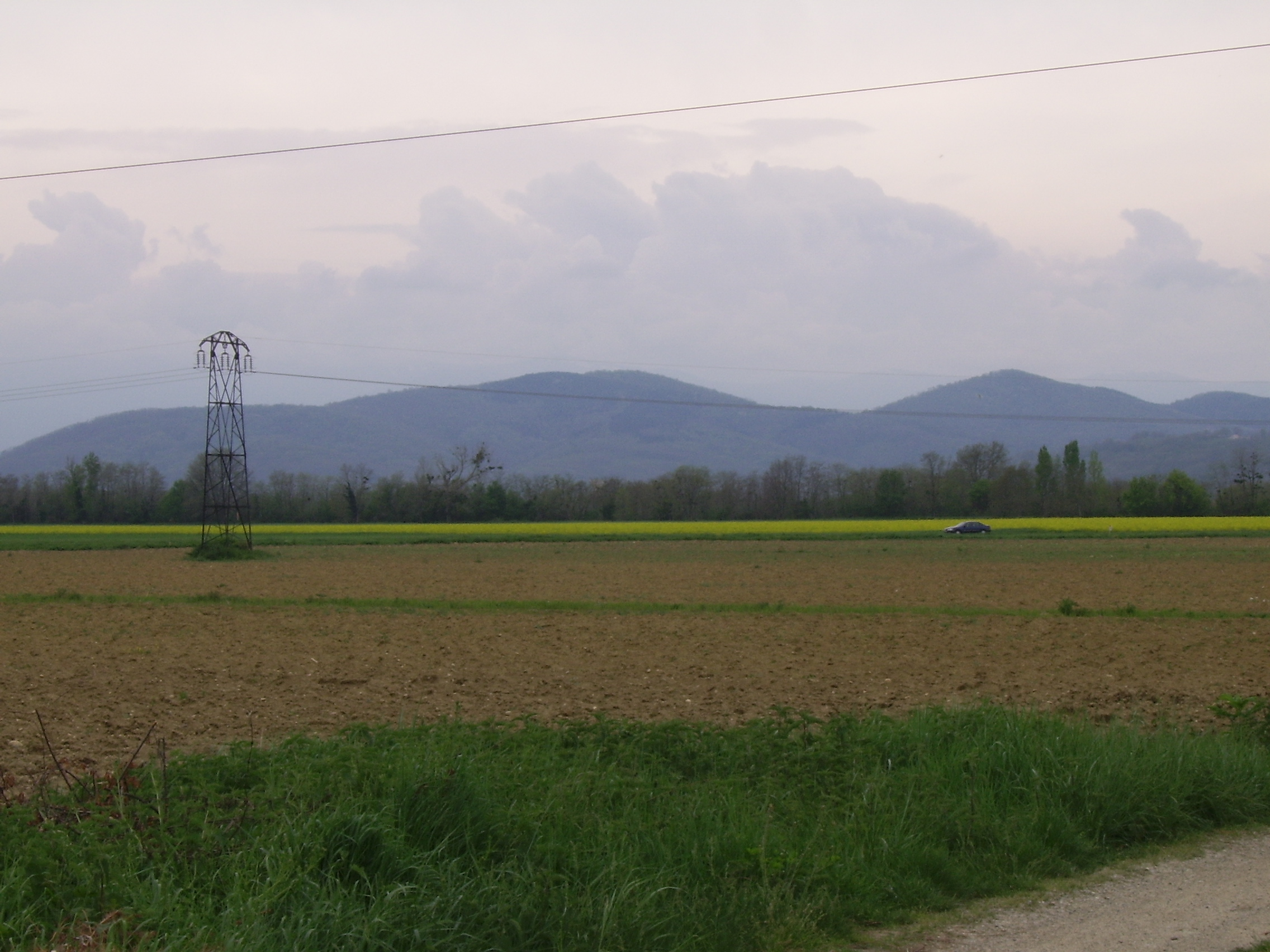
Champs ouverts (polyculture) dans la basse vallée de l'Ariège

- Vallées du sud-ouest : Garonne, Ariège, Adour, Gaves de Pau et d'Oloron, Lot
- Royannais
- Pays de Retz
- Brière
- Vallée de l'Allier
- Plaines de Roanne et du Forez
- Plaine d'Alsace